# Tour du Faso (Film)
Tour du Faso ist ein deutsch-französischer Dokumentarfilm von Wilm Huygen aus dem Jahr 2014. Thema des Films ist die Tour du Faso, eine jährliche Radrundfahrt durch das westafrikanische Land Burkina Faso.

## Handlung
Huygen begleitet in seinem Film die Tour du Faso 2011. Zunächst stellt er kurz die Geschichte des Rennens dar. Dann konzentriert sich die Dokumentation auf drei Amateur-Teilnehmer – je einen Radrennfahrer aus Frankreich, Burkina Faso und Deutschland (Benjamin Höber). Sie kämpfen mit der Hitze und unbefestigten Straßen auf der rund 1300 Kilometer langen Strecke. Das deutsche Team hadert zudem mit Fahrverhalten und Regelauslegung der Afrikaner. Beleuchtet werden neben den Erlebnissen der Fahrer auch ihre Motive, an dem Rennen teilzunehmen. Ein weiteres Thema ist die, im Gegensatz zur Tour de France, kaum ausgeprägte Kommerzialisierung der Tour du Faso.

## Hintergrund
Der Film wurde von der Kölner augenschein Filmproduktion GmbH produziert. Co-Produzent war La Huit Production mit Sitz in Paris. Gefördert wurde das Projekt von der Film- und Medienstiftung NRW, der Filmförderungsanstalt, dem Deutschen Filmförderfonds und dem Centre national du cinéma et de l’image animée. Die Dreharbeiten fanden 2011 in Burkina Faso statt. Am 30. Oktober 2013 wurde der Film bei den Biberacher Filmfestspielen gezeigt. Am 29. Mai 2014 kam er in die deutschen Kinos.
Laut Produzent Jonas Katzenstein ist der Film eine Parabel über die Beziehung zwischen Europa und Afrika.

## Kritiken
„Sympathische Dokumentation über drei Radrennfahrer, die an der "Tour du Faso", der größten Radtour durch Afrika, teilnehmen.“

„Während er [Wilm Huygen] eindrucksvolle Bilder des Rennens einfängt, kommt er in „Tour du Faso“ an die Fahrer nicht nah genug heran.“

„Den Fahrern […] entlockt er [Wilm Huygen] leider oft nur mäßig Spannendes. Zudem wiederholen sich auf Dauer die Eindrücke vom Rennen selbst. Am interessantesten […] sind die vielen Impressionen vom Rande der Tour.“